# Jackson-frankolin
A Jackson-frankolin (Pternistis jacksoni) a madarak osztályának tyúkalakúak (Galliformes) rendjébe és a fácánfélék (Phasianidae) családjába tartozó faj. 

## Rendszerezés
Egyes szerzők a Francolinus nemhez sorolják  Francolinus jacksoni néven.

## Előfordulása
Kenya és Uganda szubtrópusokon és trópusokon fekvő erdeiben és bozótosaiban honos.

## Külső hivatkozások
- Képek interneten a fajról